# Корфф, Модест фон
Граф Модест Альфред  Леонард фон Корфф (нем. Modest Alfred Leohnard Graf Von Korff; 21 января 1909, Бад-Годесберг, Германская империя — 8 мая 1997, Бад-Хоннеф, Германия) — немецкий юрист, гауптштурмфюрер СС, командир полиции безопасности и СД в Шалон-ан-Шампань.

## Биография
Модест фон Корфф родился 21 января 1909 года в семье старшего церковного советника графа Эмануэля фон Корффа (1883—1945) и его супруги Эммы, урождённой Мюллер (1879—1964). С 1917 по 1928 год посещал гимназию в Эссене. После окончания школы изучал право и политические науки. В июне 1932 года сдал первый государственный экзамен. С 1937 года работал юристом в различных районных администрациях и государственных учреждениях.
В 1928 году стал членом корпуса «Саксония Гёттинген». 1 мая 1933 года вступил в НСДАП (билет № 2550443) и СС. В июне 1940 году был призван в артиллерийский полк вермахта во Франкфурте-на-Майне. Прослужив в вермахте несколько дней, Корф был отправлен в оккупированную Францию, где служил в чине военно-административного советника в окружной комендатуре в Сомюре и полевой комендатуре в Рене. 1 июня 1942 года стал командиром полиции безопасности и СД в Шалон-ан-Шампань. На этой должности руководил депортацией евреев в концлагерь Освенцим. В мае 1943 года вновь был призван в вермахт.

### После войны
После окончания войны был арестован американцами в Каринтии и содержался в лагерях для интернированных в Людвигсбурге и Корнвестхайме. В 1947 году был экстрадирован во Францию. Корффу было предъявлено обвинение в нападениях на французское сопротивление. 3 мая 1948 года военным трибуналом в Меце делопроизводство был прекращено, а Корфф освобождён. В октябре 1952 года Корфф стал сотрудником федерального министерства по делам бундесрата. Впоследствии работал в Федеральном министерстве экономики и энергетики Германии до выхода на пенсию в 1974 году. В сентябре 1987 года был привлечён к суду в Бонне, однако 17 ноября 1988 года был оправдан из-за отсутствия доказательств. 30 ноября 1990 года приговор был утверждён Федеральным верховным судом Германии.